# 500 Miglia di Indianapolis 1950
La 500 Miglia di Indianapolis 1950 è stata la seconda prova della stagione 1950 della American Championship car racing e inclusa come terza prova nella stagione 1950 del campionato mondiale di Formula 1. La gara si è tenuta martedì 30 maggio sull'ovale dell'Indianapolis Motor Speedway ed è stata vinta dallo statunitense Johnnie Parsons su Kurtis Kraft-Offenhauser, al settimo successo in carriera nella American Championship car racing e al primo in Formula 1; Parsons all'arrivo ha preceduto i connazionali Bill Holland e Mauri Rose, entrambi su Deidt-Offenhauser.

## Vigilia

### Aspetti tecnici
La 500 Miglia di Indianapolis si svolge sull'ovale dell'Indianapolis Motor Speedway, un circuito lungo 2,5 mi (4 023 m) da percorrere, in senso antiorario, 200 volte per raggiungere le 500 miglia prestabilite. Il tracciato possiede 4 curve, tutte a sinistra, caratterizzate da una pendenza di 9,2°.
Diversamente dagli altri Gran Premi del campionato mondiale di Formula 1, nei quali si corre con motori sovralimentati da 1500 cm³ o aspirati da 4500, la 500 Miglia di Indianapolis si corre con un regolamento che, per quanto concerne la motorizzazione delle vetture, segue quelli della Formula Grand Prix del 1921: le auto devono infatti montare motori sovralimentati da 1500 cm³ o aspirati da 3000.

### Aspetti sportivi
La gara rappresenta il terzo appuntamento stagionale a distanza di una settimana dalla disputa del Gran Premio di Monaco, seconda gara del campionato. Svolto in America, si tratta dell'unico evento del calendario mondiale che si disputa fuori dall'Europa.
I piloti europei disertarono in massa il principale appuntamento motoristico statunitense. Di italiano era presente soltanto il telaio della Maserati 8CTF in cinque scuderie con piloti, tra gli altri, Henry Banks e Spider Webb, e la Alfa Romeo con la propria vettura Tipo 308 guidata da Johnny Mauro, che non oltrepassò le sessioni di qualifiche, che videro anche un incidente accaduto al pilota Hal Cole.
Il parco partenti era notevole, composto da 74 iscritti dei quali ben 41 vennero eliminati dalla corsa. La griglia di partenza era composta da undici file di tre piloti ciascuno.

## Qualifiche

### Risultati
Nella sessione di qualifica si è avuta questa situazione:
| Pos                                     | Nº | Pilota            | Costruttore               | Tempo   | Griglia |
| --------------------------------------- | -- | ----------------- | ------------------------- | ------- | ------- |
| 1                                       | 98 | Walt Faulkner     | Kurtis Kraft-Offenhauser  | 4'27"97 | 1       |
| 2                                       | 28 | Fred Agabashian   | Kurtis Kraft-Offenhauser  | 4'31"10 | 2       |
| 3                                       | 31 | Mauri Rose        | Deidt-Offenhauser         | 4'32"07 | 3       |
| 4                                       | 5  | George Connor     | Lesovsky-Offenhauser      | 4'32"39 | 4       |
| 5                                       | 1  | Johnnie Parsons   | Kurtis Kraft-Offenhauser  | 4'32"43 | 5       |
| 6                                       | 49 | Jack McGrath      | Kurtis Kraft-Offenhauser  | 4'33"00 | 6       |
| 7                                       | 69 | Duke Dinsmore     | Kurtis Kraft-Offenhauser  | 4'34"67 | 7       |
| 8                                       | 14 | Tony Bettenhausen | Deidt-Offenhauser         | 4'34"92 | 8       |
| 9                                       | 17 | Joie Chitwood     | Kurtis Kraft-Offenhauser  | 4'35"32 | 9       |
| 10                                      | 3  | Bill Holland      | Deidt-Offenhauser         | 4'35"90 | 10      |
| 11                                      | 59 | Pat Flaherty      | Kurtis Kraft-Offenhauser  | 4'37"76 | 11      |
| 12                                      | 54 | Cecil Green       | Kurtis Kraft-Offenhauser  | 4'30"86 | 12      |
| 13                                      | 18 | Duane Carter      | Stevens-Offenhauser       | 4'33"42 | 13      |
| 14                                      | 21 | Spider Webb       | Maserati-Offenhauser      | 4'37"46 | 14      |
| 15                                      | 81 | Jerry Hoyt        | Kurtis Kraft-Offenhauser  | 4'37"95 | 15      |
| 16                                      | 2  | Myron Fohr        | Marchese-Offenhauser      | 4'33"32 | 16      |
| 17                                      | 24 | Bayliss Levrett   | Adams-Offenhauser         | 4'34"43 | 17      |
| 18                                      | 45 | Dick Rathmann     | Watson-Offenhauser        | 4'34"96 | 18      |
| 19                                      | 7  | Paul Russo        | Nichels-Offenhauser       | 4'35"25 | 19      |
| 20                                      | 4  | Walt Brown        | Kurtis Kraft-Offenhauser  | 4'35"96 | 20      |
| 21                                      | 12 | Henry Banks       | Maserati-Offenhauser      | 4'37"68 | 21      |
| 22                                      | 67 | Bill Schindler    | Snowberger-Offenhauser    | 4'31"31 | 22      |
| 23                                      | 8  | Lee Wallard       | Moore-Offenhauser         | 4'31"83 | 23      |
| 24                                      | 55 | Troy Ruttman      | Lesovsky-Offenhauser      | 4'32"91 | 24      |
| 25                                      | 23 | Sam Hanks         | Kurtis Kraft-Offenhauser  | 4'33"57 | 25      |
| 26                                      | 15 | Mack Hellings     | Kurtis Kraft-Offenhauser  | 4'35"32 | 26      |
| 27                                      | 22 | Jimmy Davies      | Ewing-Offenhauser         | 4'36"07 | 27      |
| 28                                      | 76 | Jim Rathmann      | Wetteroth-Offenhauser     | 4'37"01 | 28      |
| 29                                      | 27 | Walt Ader         | Rae-Offenhauser           | 4'37"05 | 29      |
| 30                                      | 77 | Jackie Holmes     | Olson-Offenhauser         | 4'37"57 | 30      |
| 31                                      | 75 | Gene Hartley      | Langley-Offenhauser       | 4'38"61 | 31      |
| 32                                      | 61 | Jimmy Jackson     | Kurtis Kraft-Cummins      | 4'38"62 | 32      |
| 33                                      | 62 | Johnny McDowell   | Kurtis Kraft-Offenhauser  | 4'37"58 | 33      |
| Griglia di partenza limitata a 33 posti |    |                   |                           |         |         |
| NQ                                      | 9  | Andy Linden       | Bromme-Offenhauser        |         | –       |
| NQ                                      | 10 | Bill Vukovich     | Maserati                  |         | –       |
| NQ                                      | 10 | Hal Cole          | Kurtis Kraft-Offenhauser  |         | –       |
| NQ                                      | 16 | Ted Duncan        | Kurtis Kraft-Offenhauser  |         | –       |
| NQ                                      | 19 | Ralph Pratt       | Bardazon-Offenhauser      |         | –       |
| NQ                                      | 25 | Johnny Mauro      | Alfa Romeo                |         | –       |
| NQ                                      | 26 | George Fonder     | Deidt-Sparks              |         | –       |
| NQ                                      | 29 | Charles Van Acker | Stevens-Offenhauser       |         | –       |
| NQ                                      | 33 | Joel Thorne       | Kurtis Kraft-Sparks       |         | –       |
| NQ                                      | 34 | Johnny Fedricks   | Kupiec-Offenhauser        |         | –       |
| NQ                                      | 36 | George Lynch      | Snowberger-Offenhauser    |         | –       |
| NQ                                      | 38 | Duke Nalon        | Kurtis Kraft-Novi         |         | –       |
| NQ                                      | 39 | Danny Kladis      | Maserati                  |         | –       |
| NQ                                      | 41 | Milt Fankhouser   | Stevens-Offenhauser       |         | –       |
| NQ                                      | 43 | Chet Miller       | Kurtis Kraft-Novi         |         | –       |
| NQ                                      | 44 | Bill Cantrell     | Kurtis Kraft-Offenhauser  |         | –       |
| NQ                                      | 47 | Ralph Pratt       | Gdula-Offenhauser         |         | –       |
| NQ                                      | 51 | Mark Light        | Stevens-Offenhauser       |         | –       |
| NQ                                      | 52 | Mark Light        | Meyer-Offenhauser         |         | –       |
| NQ                                      | 58 | Billy Devore      | Scopa-Offenhauser         |         | –       |
| NQ                                      | 63 | Joe James         | Kurtis Kraft-Offenhauser  |         | –       |
| NQ                                      | 64 | Bob Sweikert      | Wetteroth-Offenhauser     |         | –       |
| NQ                                      | 65 | Marvin Burke      | Kurtis Kraft-Duray        |         | –       |
| NQ                                      | 74 | Carl Forberg      | Miller-Offenhauser        |         | –       |
| NQ                                      | 78 | Cy Marshall       | Miller                    |         | –       |
| NQ                                      | 79 | Chuck Leighton    | Cantarano-Wayne           |         | –       |
| NQ                                      | 82 | Joe James         | Weidel-Mercury            |         | –       |
| NQ                                      | 83 | Al Miller         | Miller                    |         | –       |
| NQ                                      | 84 | Mike Burch        | Miller-Offenhauser        |         | –       |
| NQ                                      | 85 | Manuel Ayulo      | Maserati-Offenhauser      |         | –       |
| NQ                                      | 87 | Bill Vukovich     | Rounds Rocket-Offenhauser |         | –       |
| NQ                                      | 99 | Kenny Eaton       | Kurtis Kraft-Offenhauser  |         | –       |

## Gara

### Resoconto

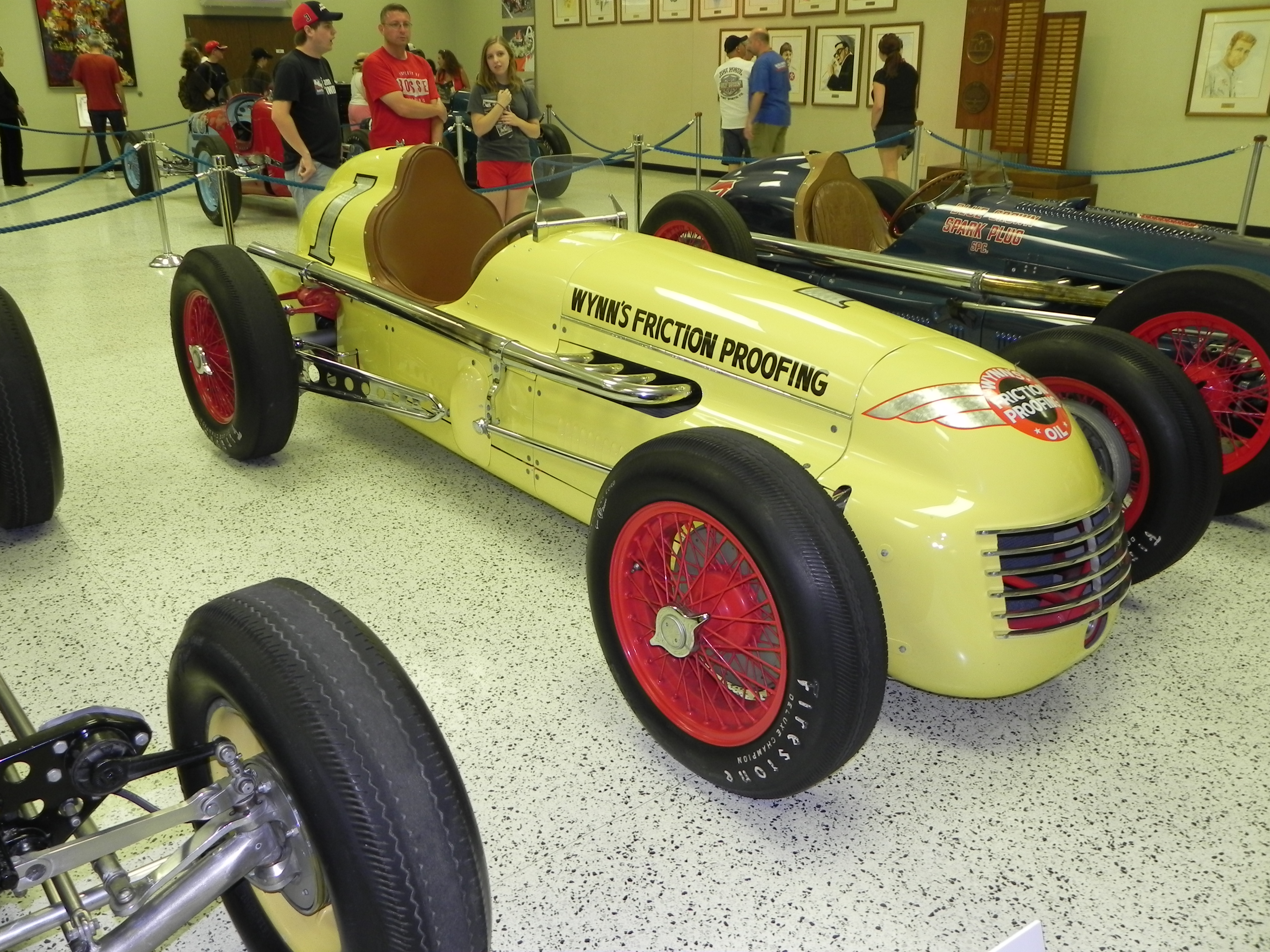
La vettura vincitrice

La gara, originariamente sulla distanza di 200 giri per 500 miglia, venne interrotta al 138º giro a causa di una pioggia torrenziale e non più ripresa. Johnnie Parsons vinse la gara al secondo tentativo personale nel celebre ovale, precedendo Bill Holland e Mauri Rose, e divenne uno dei tre soli vincitori di un Gran Premio di Formula 1 da debuttante, assieme a Nino Farina, il quale vinse il Gran Premio di Gran Bretagna 1950, e a Giancarlo Baghetti, il quale vincerà il Gran Premio di Francia 1961. Andarono a punti anche Cecil Green, Joie Chitwood e Tony Bettenhausen, ma nessuno di questi, nel prosieguo della stagione, verrà in Europa a gareggiare in Formula 1.
Parsons sale temporaneamente in testa alla classifica del mondiale di Formula 1 a pari punti con Nino Farina e Juan Manuel Fangio.

### Risultati
I risultati del Gran Premio sono i seguenti:
| Pos | Nº | Pilota                          | Costruttore              | Giri | Tempo/Ritiro        | Griglia | Punti |
| --- | -- | ------------------------------- | ------------------------ | ---- | ------------------- | ------- | ----- |
| 1   | 1  | Johnnie Parsons                 | Kurtis Kraft-Offenhauser | 138  | 2h 46'55"97         | 5       | 9     |
| 2   | 3  | Bill Holland                    | Deidt-Offenhauser        | 137  | +1 giro             | 10      | 6     |
| 3   | 31 | Mauri Rose                      | Deidt-Offenhauser        | 137  | +1 giro             | 3       | 4     |
| 4   | 54 | Cecil Green                     | Kurtis Kraft-Offenhauser | 137  | +1 giro             | 12      | 3     |
| 5   | 17 | Joie Chitwood Tony Bettenhausen | Kurtis Kraft-Offenhauser | 136  | +2 giri             | 9       | 1     |
| 6   | 8  | Lee Wallard                     | Moore-Offenhauser        | 136  | +2 giri             | 23      |       |
| 7   | 98 | Walt Faulkner                   | Kurtis Kraft-Offenhauser | 135  | +3 giri             | 1       |       |
| 8   | 5  | George Connor                   | Lesovsky-Offenhauser     | 135  | +3 giri             | 4       |       |
| 9   | 7  | Paul Russo                      | Nichels-Offenhauser      | 135  | +3 giri             | 19      |       |
| 10  | 59 | Pat Flaherty                    | Kurtis Kraft-Offenhauser | 135  | +3 giri             | 11      |       |
| 11  | 2  | Myron Fohr                      | Marchese-Offenhauser     | 133  | +5 giri             | 16      |       |
| 12  | 18 | Duane Carter                    | Stevens-Offenhauser      | 133  | +5 giri             | 13      |       |
| 13  | 15 | Mack Hellings                   | Kurtis Kraft-Offenhauser | 132  | +6 giri             | 26      |       |
| 14  | 49 | Jack McGrath                    | Kurtis Kraft-Offenhauser | 131  | Testacoda           | 6       |       |
| 15  | 55 | Troy Ruttman                    | Lesovsky-Offenhauser     | 130  | +8 giri             | 24      |       |
| 16  | 75 | Gene Hartley                    | Langley-Offenhauser      | 128  | +10 giri            | 31      |       |
| 17  | 22 | Jimmy Davies                    | Ewing-Offenhauser        | 128  | +10 giri            | 27      |       |
| 18  | 62 | Johnny McDowell                 | Kurtis Kraft-Offenhauser | 128  | +10 giri            | 33      |       |
| 19  | 4  | Walt Brown                      | Kurtis Kraft-Offenhauser | 127  | +11 giri            | 20      |       |
| 20  | 21 | Spider Webb                     | Maserati-Offenhauser     | 126  | +12 giri            | 14      |       |
| 21  | 81 | Jerry Hoyt                      | Kurtis Kraft-Offenhauser | 125  | +13 giri            | 15      |       |
| 22  | 27 | Walt Ader                       | Rae-Offenhauser          | 123  | +15 giri            | 29      |       |
| 23  | 77 | Jackie Holmes                   | Olson-Offenhauser        | 123  | Testacoda           | 30      | ,     |
| 24  | 76 | Jim Rathmann                    | Wetteroth-Offenhauser    | 122  | +16 giri            | 28      |       |
| 25  | 12 | Henry Banks                     | Maserati-Offenhauser     | 112  | Perdita d'olio      | 21      |       |
| 26  | 67 | Bill Schindler                  | Snowberger-Offenhauser   | 111  | Trasmissione        | 22      |       |
| 27  | 24 | Bayliss Levrett Bill Cantrell   | Adams-Offenhauser        | 108  | Pressione dell'olio | 17      |       |
| 28  | 28 | Fred Agabashian                 | Kurtis Kraft-Offenhauser | 64   | Perdita d'olio      | 2       |       |
| 29  | 61 | Jimmy Jackson                   | Kurtis Kraft-Cummins     | 52   | Compressore         | 32      |       |
| 30  | 23 | Sam Hanks                       | Kurtis Kraft-Offenhauser | 42   | Pressione dell'olio | 25      |       |
| 31  | 14 | Tony Bettenhausen               | Deidt-Offenhauser        | 30   | Ruota allentata     | 8       |       |
| 32  | 45 | Dick Rathmann                   | Watson-Offenhauser       | 25   | Spegnimento         | 18      |       |
| 33  | 69 | Duke Dinsmore                   | Kurtis Kraft-Offenhauser | 10   | Perdita d'olio      | 7       |       |

Johnnie Parsons riceve un punto addizionale per aver segnato il giro più veloce della gara.

## Classifica mondiale
| Pos | Pilota                | Punti |
| --- | --------------------- | ----- |
| 1   | Nino Farina           | 9     |
| =   | Juan Manuel Fangio    | 9     |
| =   | Johnnie Parsons       | 9     |
| 4   | Bill Holland          | 6     |
| =   | Luigi Fagioli         | 6     |
| =   | Alberto Ascari        | 6     |
| 7   | Mauri Rose            | 4     |
| =   | Reg Parnell           | 4     |
| =   | Louis Chiron          | 4     |
| 10  | Cecil Green           | 3     |
| =   | Raymond Sommer        | 3     |
| =   | Yves Giraud-Cabantous | 3     |
| 13  | Louis Rosier          | 2     |
| =   | Prince Bira           | 2     |
| 15  | Joie Chitwood         | 1     |
| =   | Tony Bettenhausen     | 1     |